# Glasgow (Virgínia)
Glasgow és una població dels Estats Units a l'estat de Virgínia. Segons el cens del 2000 tenia 1.046 habitants.

## Demografia
Segons el cens del 2000, Glasgow tenia 1.046 habitants, 450 habitatges, i 296 famílies. La densitat de població era de 267,5 habitants per km².
Dels 450 habitatges en un 28,7% hi vivien nens de menys de 18 anys, en un 44,4% hi vivien parelles casades, en un 14% dones solteres, i en un 34,2% no eren unitats familiars. En el 30,9% dels habitatges hi vivien persones soles el 15,1% de les quals corresponia a persones de 65 anys o més que vivien soles. El nombre mitjà de persones vivint en cada habitatge era de 2,32 i el nombre mitjà de persones que vivien en cada família era de 2,87.
Per edats la població es repartia de la següent manera: un 23,9% tenia menys de 18 anys, un 7,6% entre 18 i 24, un 25% entre 25 i 44, un 25,3% de 45 a 60 i un 18,2% 65 anys o més.
L'edat mediana era de 40 anys. Per cada 100 dones de 18 o més anys hi havia 87,7 homes.
La renda mediana per habitatge era de 28.819 $ i la renda mediana per família de 37.292 $. Els homes tenien una renda mediana de 28.235 $ mentre que les dones 21.422 $. La renda per capita de la població era de 14.093 $. Entorn del 8,9% de les famílies i el 14,5% de la població estaven per davall del llindar de pobresa.

## Poblacions properes
El següent diagrama mostra les poblacions més properes.